# Съли Салънбъргър
Чесли Бърнет „Съли“ Сaлънбъргър III (на английски: Chesley Burnett "Sully" Sullenberger III, роден на 23 януари 1951 г.) е американски пенсиониран пилот на изтребител, дипломат и пилот в авиокомпания на граждански полети. Той е най-известен с действията си като капитан на самолета при полет 1549 на „Ю Ес Еъруейс“ през 2009 г., когато приводнява машината в река Хъдсън, след като и двата двигателя са повредени от сблъсък с ято птици. Всички 155 души на борда оцеляват. След кацането в реката Съли Салънбъргър става открит защитник на авиационната безопасност и помага за разработването на нови протоколи за безопасност на полетите. Той е съпредседател заедно със своя втори пилот на полет 1549, Джефри Скайлс, на младежката програма за запознаване с авиацията на Асоциацията за експериментални самолети на „Иънг Ийгълс“ от 2009 г. до 2013 г.
Съли Салънбъргър се пенсионира от „Ю Ес Еъруейс“ през 2010 г., след 30 години като граждански пилот. През 2011 г. е нает от Си Би Ес като експерт по авиация и безопасност. Той е съавтор, заедно с Джефри Заслоу, на бестселъра на „Ню Йорк Таймс“ „Най-високо задължение: Моето търсене на това, което наистина има значение“, мемоари за неговия живот и за събитията около полет 1549. Втората му книга, „Да направим разлика: истории за визия и смелост от американските лидери“, е публикувана през 2012 г. Той е класиран на второ място в „Топ 100 на най-влиятелните герои и икони“ на „Тайм“ за 2009 г. след Мишел Обама.
През 2021 г. президентът Джо Байдън обявява номинацията на Съли Салънбъргър за представител на САЩ в Международната организация за гражданска авиация с ранг на посланик.